# Alcipe bruna
L'alcipe bruna (Alcippe brunneicauda) és un ocell de la família dels alcipeids (Alcippeidae) que habita els boscos de Malaisia, Sumatra i Borneo.